# Equimita, Veracruz
Equimita är en ort i Mexiko.   Den ligger i kommunen Altotonga och delstaten Veracruz, i den sydöstra delen av landet, 220 km öster om huvudstaden Mexico City. Equimita ligger 981 meter över havet och antalet invånare är 137.
Terrängen runt Equimita är bergig åt sydost, men åt nordväst är den kuperad. Runt Equimita är det ganska tätbefolkat, med 104 invånare per kvadratkilometer. Närmaste större samhälle är Atzalan. Runt Equimita växer i huvudsak städsegrön lövskog.